# Generale (Francesco De Gregori)
Generale è una canzone scritta da Francesco De Gregori e pubblicata nell’aprile del 1978 nell'album De Gregori e nel 45 giri Generale/Natale.
Il brano è una sorta di ballata, che viene introdotta dal riff di pianoforte suonato da Alberto Visentin. 

## Storia e significato
(Roberto Vecchioni)
.
(Francesco De Gregori)
. 
Con Generale De Gregori esce dalla lunga notte del dopo-Palalido, del 2 aprile 1976, dove era stato vittima di una violenta contestazione, una sorta di processo pubblico, da un gruppo di autonomi della sinistra extraparlamentare traumatizzante per il giovane cantautore, che interruppe il tour e si ritirò dalle scene. 
Quello era stato uno snodo fondamentale del suo percorso.
Enrico Deregibus si chiede: «Generale parla del ritorno da una guerra, sì, ma che può anche essere un ritorno umano, quotidiano, artistico, sociale. Discografico?» e qualche anno più tardi confermò con convinzione.
"Generale" è stata inclusa da De Gregori in molte antologie:
- 1980 - Greatest Hits[7]
- 1987 - La nostra storia[8]
- 1987 - Tra un manifesto e lo specchio[9]

Inoltre il brano è presente nei seguenti dischi dal vivo:
- 1990 - Niente da capire[10]
- 1993 - Il bandito e il campione[11]
- 1997 - La valigia dell'attore[12]
- 2002 - Fuoco amico[13]
- 2002 - In tour (con Ron, Pino Daniele e Fiorella Mannoia)[14]
- 2003 - Mix[15]
- 2012 - Pubs and Clubs - Live @ the Place[16].
- 2017 - Sotto il vulcano

Nel 2010 ne ha inoltre realizzato una nuova versione in studio, inclusa nell'album inciso con Lucio Dalla, Work in Progress.
Inoltre a marzo 2022 ha pubblicato una nuova versione in studio cantata con Antonello Venditti e inclusa nel 45 giri Generale/Ricordati di me, a cui è seguito un tour insieme dei due cantautori.

## La versione live di Vasco Rossi
Nel 1995 Vasco Rossi partecipa a un evento con un doppio concerto Rock sotto l'assedio, contro la guerra in Jugoslavia a cui partecipano più di 100 000 spettatori. 
Sul palco si esibiscono gruppi musicali di etnie diverse, alcuni giunti clandestinamente dalle zone di guerra, aiutati da collaboratori come il fotoreporter Massimo Sciacca e l'organizzatore Enrico Rovelli. 
In questa Rossi interpreta per la prima volta Generale nel proprio stile rock. Rossi aveva promosso la serata come occasione di riflessione contro la violenza della guerra, ma diversi giornalisti avevano polemizzato con lui per non avere devoluto l'incasso alla causa jugoslava.
Il rocker aveva risposto che Rock sotto l'assedio si era fatta in solidarietà con i gruppi rock di Sarajevo e che la beneficenza si fa invece con il libretto di assegni, e senza pubblicità. In seguito, con Maurizio Lolli e Mirco Bezzi realizzò un sito Internet dedicato a raccogliere le testimonianze di reporter dalle zone di guerra e le biografie dei gruppi musicali che si erano esibiti. 
La canzone è stata pubblicata nella raccolta Tracks del 2002, ottenendo un buon successo radiofonico. Nella sua versione, l'aggettivo "crucca" riferito alla notte viene sostituito da "buia" in modo da poter adattare la canzone a tutte le guerre, in particolare quella scoppiata nel 1991 in Bosnia.

## La versione live di Anastasio
Sulle note di De Gregori, nel 2018 a X Factor 12 il rapper Anastasio la reinterpreta in chiave rap con un suo testo. Anastasio racconta una storia meno legata all'esperienza autobiografica e il rifiuto della guerra lo esprime con la diserzione.  Il cantante inoltre affronta la tematica del trauma post bellico che fa dormire male e sognare peggio.

## Altre versioni
- 2002 Vasco Rossi  pubblicato nell'album live Tracks[28].
- Nel 2004 Fiorello la inserisce nel suo album A modo mio.
- Sempre nel 2004 è la volta di DJ Ruco con Ilias in versione dance[29]
- 2018 Anastasio pubblicato nell'EP La fine del mondo